# John Todd Morrison
John Todd Morrison   (Muthill, 1863 - Stellenbosch, 1944) va ser un matemàtic escocès que va ser professor de la universitat sud-africana de Stellenbosch durant molts anys.

## Vida i obra
Morrison, fill d'un fabricant de sabates, va fer els estudis secundaris al George Watson's College d'Edimburg abans de matricular-se a la universitat d'Edimburg en la qual es va graduar el 1888. A continuació, va començar la seva carrera docent al Heriot-Watt College d'Edimburg.
El 1892 va ser nomenat professor de filosofia natural del Victoria College de Stellenbosch (Sud-àfrica), el qual es convertiria en universitat de Stellenbosch el 1918. Morrison hi va ser successivament, professor de filosofia natural (1892-1903), professor de física (1903-1905) i professor de matemàtiques aplicades (1903-1934).
Morrison és recordat per haver estat, juntament amb John Carruthers Beattie de la universitat de Ciutat del Cap, el primer en fer mesuraments del magnetisme terrestre a Sud-àfrica. També va tenir un paper clau en el desenvolupament de la nova universitat de Stellenbosch, essent el primer degà de la facultat de ciències en el període 1918-1919. La universitat de Stellenbosch, després de la seva mort va instituir la medalla a la recerca John Todd Morrison, per atorgar al millor estudiant de física i matemàtiques aplicades de cada any.